# Hongqiao Erhao Hangzhan Lou
Hongqiao Erhao Hangzhan Lou (chiń. 虹桥2号航站楼站) – stacja metra w Szanghaju, na linii 2 i 10. Zlokalizowana jest pomiędzy stacjami Hongqiao Huochezhan, Songhong Lu i Hongqiao Yihao Hangzhan Lou. Została otwarta 16 marca 2010.